# Élections territoriales de 1957 au Dahomey
Les élections territoriales de 1957 au Dahomey se déroulent le 31 mars 1957 afin de pourvoir les 60 sièges de l'Assemblée territoriale du Dahomey, alors territoire d’outre-mer de l’Union française couvrant le territoire de l'actuel Bénin. Les élections territoriales ont lieu pour la première fois au suffrage universel direct par application de la Loi-cadre Defferre.
Les élections voient la victoire du Parti républicain dahoméen (PRD), qui remporte 35 sièges sur 60, suivi de l'Union démocratique dahoméenne (UDD) avec 7 sièges et du Mouvement démocratique dahoméen (MDD) avec 6 sièges. Les candidats indépendants, dont ceux du parti des Indépendants du Nord, totalisent quant à eux 12 sièges.

## Résultats
|                           |                                       |         |       |        |     |  |  |  |  |
| Partis                    | Partis                                | Votes   | %     | Sièges | +/- |  |  |  |  |
|                           | Parti républicain dahoméen (PRD)      | 109 927 | 38,57 | 35     | 16  |  |  |  |  |
|                           | Union démocratique dahoméenne (UDD)   | 72 097  | 25,29 | 7      | 3   |  |  |  |  |
|                           | Mouvement démocratique dahoméen (MDD) | 61 192  | 21,47 | 6      | 3   |  |  |  |  |
|                           | Autres partis                         | 7 207   | 2,53  | 0      | -   |  |  |  |  |
|                           | Indépendants du Nord (IN)             | 34 606  | 12,14 | 12     | -   |  |  |  |  |
| Indépendants              |                                       | 34 606  | 12,14 | 12     | -   |  |  |  |  |
|                           |                                       |         |       |        |     |  |  |  |  |
| Suffrages exprimés        | Suffrages exprimés                    | 285 029 | 97,63 |        |     |  |  |  |  |
| Votes blancs et invalides | Votes blancs et invalides             | 6 909   | 2,37  |        |     |  |  |  |  |
| Total                     | Total                                 | 291 938 | 100   | 60     | 10  |  |  |  |  |
| Abstentions               | Abstentions                           | 381 118 | 56,63 |        |     |  |  |  |  |
| Inscrits / participation  | Inscrits / participation              | 673 056 | 43,37 |        |     |  |  |  |  |

## Conseillers territoriaux élus
| Membres                      | Parti               | Métier                                | Fonction(s) | Circonscription |
| ---------------------------- | ------------------- | ------------------------------------- | --- | --------------- |
| Bernardin Idohou Abikanlou   | PRD                 | Aide conducteur des travaux agricoles | | Pobe Ketou      |
| Idohou Adelakoun             | PRD                 | Aide de laboratoire                   | | Pobe Ketou      |
| Aaron Adzgbidi               | PRD                 | Instituteur                           | | Porto-Novo      |
| Étienne Toglossou Agbo       | PRD                 | Médecin                               | | Ouidah          |
| Olivier Agbohoui             | UDD-RDA             | Agent d'affaires                      | | Abomey          |
| Jean-Maurice Agier           | PRD                 | Import-Export                         | Grand conseiller du Dahomey, président de la Chambre de commerce                                                    | Cotonou         |
| Justin Ahomadegbé            | UDD-RDA             | Médecin                               | Maire d'Abomey | Abomey          |
| Michel Ahouanmènou           | PRD                 | Instituteur principal                 | Grand conseiller du Dahomey                                                                                         | Porto-Novo      |
| Adam Alassani                | IN                  | Infirmier                             | | Djougou         |
| Sourou Migan Apithy          | PRD                 | Expert-comptable                      | Vice-président au Conseil de gouvernement du Dahomey, ministre des Finances, député du Dahomey, maire de Porto-Novo | Porto-Novo      |
| Mama Arouna                  | Jeunesse et Progrès | Instituteur                           | Grand conseiller du Dahomey, maire de Parakou                                                                       | Parakou         |
| Oké Assogba                  | PRD                 | Instituteur                           | Ministre de l'Instruction publique, de la Jeunesse et des Sports                                                    | Porto-Novo      |
| Pierre Bagri                 | MDD                 | Commis auxiliaire                     | | Natitingou      |
| Léonard Atégui Batcho        | PRD                 | Employé de commerce                   | | Savalou         |
| Alexis Béhanzin              | UDD-RDA             | Instituteur                           | | Abomey          |
| Tchané Bio                   | IN                  | Instituteur                           | Ministre de l'Enseignement technique                                                                                | Djougou         |
| El Hadji Boni                | Indépendant         | Instituteur                           | | Nikki           |
| Salomon Biokou               | PRD                 | Instituteur principal                 | Conseiller municipal de Porto-Novo                                                                                  | Porto-Novo      |
| Christophe Bohiki            | PRD                 | Agriculteur                           | | Porto-Novo      |
| Chabi Mama                   | Jeunesse et Progrès | Commis des SAFC                       | Conseiller municipal de Parakou                                                                                     | Parakou         |
| Louis Jivéha Chodaton        | PRD                 | Commerçant                            | Conseiller municipal de Ouidah                                                                                      | Ouidah          |
| Gilbert Salomon Chodaton     | PRD                 | Instituteur                           | | Ouidah          |
| Francis Covi                 | PRD                 | Chargé d'enseignement                 | | Porto-Novo      |
| Léopold Dangou               | IN                  | Secrétaire d'administration           | | Djougou         |
| Paul Darboux                 | IN                  | Commerçant                            | Ministre des Affaires sociales                                                                                      | Djougou         |
| Sébastien Dassi              | PRD                 | Instituteur                           | Ministre de l'Intérieur et de l'Information                                                                         | Cotonou         |
| Valentin Djibodé Aplogan     | PRD                 | Instituteur                           | Grand conseiller du Dahomey                                                                                         | Ouidah          |
| Sévérin Dossa                | UDD-RDA             | Opérateur télégraphiste               | | Abomey          |
| Nicolas Amoussou Eouagnignon | PRD                 | Médecin                               | Ministre de la Santé                                                                                                | Savalou         |
| Maurice Houinon Essou        | PRD                 | Commis expéditionnaire                | | Athiémé         |
| Nestor Fanou                 | PRD                 | Commis expéditionnaire                | | Athiémé         |
| Antoine Fidégnon             | PRD                 | Officier de Police                    | Ministre des Travaux publics                                                                                        | Athiémé         |
| Gabriel Glaglanon            | UDD-RDA             | Employé d'usine                       | | Abomey          |
| Robert Gnonnou               | PRD                 | Industriel                            | | Athiémé         |
| Abdou Samba Imorou           | Indépendant         | Commis expéditionnaire                | | Kandi           |
| Vincent Jossou               | PRD                 | Instituteur                           | | Cotonou         |
| Jérôme Sabi Kandissounon     | Indépendant         | Commis expéditionnaire                | | Kandi           |
| Jean-Baptiste Kayossi        | PRD                 | Infirmier spécialisé                  | | Porto-Novo      |
| Marcellin Kounasso           | PRD                 | Aide conducteur agricole              | | Porto-Novo      |
| Idohou Laourou               | PRD                 | Infirmier AMA                         | | Savalou         |
| Gabriel Lozès                | UDD-RDA             | Médecin                               | Conseiller municipal d'Abomey                                                                                       | Abomey          |
| Hubert Maga                  | MDD                 | Instituteur                           | Député du Dahomey, conseiller municipal de Parakou                                                                  | Natitingou      |
| Kissira Maurat               | Indépendant         | Commis expéditionnaire                | | Nikki           |
| Tidjani Doumbani Mazou       | Indépendant         | Infirmier SGHMP                       | | Kandi           |
| Antoine Mensah               | PRD                 | Traitant                              | | Athiémé         |
| Lafia Morat                  | MDD                 | Infirmier vétérinaire                 | | Natitingou      |
| Félicien Nkoue               | MDD                 | Infirmier AMA                         | | Natitingou      |
| Jean Nobime                  | PRD                 | Infirmier spécialisé                  | | Cotonou         |
| Michel Noudehou              | PRD                 | Directeur d'école privée              | | Athiémé         |
| Mamadou Boni Olou            | PRD                 | Instituteur                           | | Savalou         |
| Salifou Boni Pedro           | MDD                 | Instituteur                           | Grand conseiller du Dahomey                                                                                         | Natitingou      |
| Joseph Moreira Pinto         | PRD                 | Instituteur                           | | Ouidah          |
| Maximilien Quénum            | PRD                 | Professeur                            | Sénateur du Dahomey                                                                                                 | Athiémé         |
| Josué Sagbohan               | PRD                 | Instituteur                           | | Porto-Novo      |
| Amzat Sani-Agata             | PRD                 | Commerçant                            | Conseiller municipal de Porto-Novo                                                                                  | Porto-Novo      |
| Séraphin Ndéri Suery         | MDD                 | Infirmier SGHMP                       | | Natitingou      |
| Raphaël Vigan                | PRD                 | Commerçant                            | | Cotonou         |
| Ignace Yahouedeou            | UDD-RDA             | Instituteur                           | | Abomey          |
| Pierre Yarou Yerima          | Indépendant         | Commis des SAFC                       | | Kandi           |
| Benoît Zocli                 | PRD                 | Infirmier                             | | Athiémé         |

## Composition du bureau
Le bureau de l'Assemblée territoriale est composé comme suit :
| Président       | Sourou Migan Apithy                                                               |
| Vice-présidents | Hubert Maga, Francis Covi, Jean Agier et Michel Noudehou                          |
| Secrétaires     | Nicolas Amoussou Eouagnignon, Antoine Mensah, Chabi Mama et Jean-Baptiste Kayossi |
| Questeurs       | Amzat Sani Agata et Atégui Batcho                                                 |